# Kardynałowie z nominacji Innocentego VI
Papież Innocenty VI (1352–1362) mianował piętnastu kardynałów na trzech konsystorzach:

## 15 lutego 1353
(1) 1. Andouin Aubert, papieski bratanek, biskup Maguelonne – kardynał prezbiter Ss. Giovanni e Paolo, następnie kardynał biskup Ostia e Velletri (lipiec 1361), zm. 10 maja 1363.

## 23 grudnia 1356
(2) 1. Élie de Saint-Yrieix OSB, biskup Uzès – kardynał prezbiter S. Stefano al Monte Celio, następnie kardynał biskup Ostia e Velletri (1363). zm. 10 maja 1367.
(3) 2. Francesco degli Atti, biskup Florencji – kardynał prezbiter S. Marco, zm. 25 sierpnia 1361.
(4) 3. Pierre de Monteruc, papieski siostrzeniec, biskup elekt Pampeluny – kardynał prezbiter S. Anastasia, zm. 30 maja 1385.
(5) 4. Guillaume Farinier OFM, generał zakonu franciszkanów – kardynał prezbiter S. Marcellino e Pietro (tytuł nadany 26 stycznia 1357), zm. 17 czerwca 1361.
(6) 5. Nicolás Rossell OP, prowincjał i inkwizytor Aragonii – kardynał prezbiter S. Sisto (tytuł nadany 30 marca 1357), zm. 28 marca 1362.
(7) 6. Pierre de la Forêt, arcybiskup Rouen – kardynał prezbiter Ss. XII Apostoli (tytuł nadany w maju 1357), zm. 7 czerwca 1361.

## 17 września 1361
(8) 1. Fontanier de Vassal OFM, patriarcha Grado – kardynał prezbiter bez tytułu, zm. 16 października 1361.
(9) 2. Pierre Itier, biskup Dax – kardynał prezbiter Ss. IV Coronati (tytuł nadany 4 listopada 1361), następnie kardynał biskup Albano (4 lutego 1364). zm. 20 maja 1367.
(10) 3. Jean de Blauzac CanReg, biskup Nîmes – kardynał prezbiter S. Marco (tytuł nadany 4 listopada 1361), kardynał biskup Sabiny (wrzesień 1372), zm. 6 lipca 1379.
(11) 4. Gilles Aycelin de Montaigu, biskup Thérouanne, kanclerz król. Francji – kardynał prezbiter Ss. Silvestro e Martino (tytuł nadany 24 listopada 1361), następnie kardynał biskup Tusculum (22 września 1368), zm. 5 grudnia 1378.
(12) 5. Androin de la Roche OSB, opat Cluny – kardynał prezbiter S. Marcello (tytuł nadany w listopadzie 1362), zm. 29 października 1369.
(13) 6. Étienne Aubert, prabratanek papieża, biskup elekt Carcassonne – kardynał diakon S. Maria in Aquiro, następnie kardynał prezbiter S. Lorenzo in Lucina (22 września 1368), zm. 29 września 1369.
(14) 7. Guillaume Bragose, biskup elekt Vabres – kardynał diakon S. Giorgio in Velabro, następnie kardynał prezbiter S. Lorenzo in Lucina (6 grudnia 1362), zm. jesienią 1367.
(15) 8. Hugues de Saint-Martial, prepozyt Douai – kardynał diakon S. Maria in Portico (tytuł nadany 4 listopada 1361), zm. 31 marca 1403